# كنعان إميرزالي أوغلي
كنعان إميرزالي أوغلي (بالتركية: Kenan İmirzalıoğlu)‏ (ولد في 17 يونيو 1974- بالا - أنقرة) ممثل تركي

## نبذة
عائلته تتكون من ثلاثة أبناء: فتاة تدعى زبيدة، وابن يدعى درويش، والابن الثالث هو كنعان. تلقى كنعان تعليمه الثانوي في أنقرة، ثم قرر السفر إلى إسطنبول للالتحاق بجامعة يلدز، حيث اختار قسم الرياضيات.
كنعان، المعروف أيضًا باسم عمار الكوسوفي، يتمتع بشخصية جذابة وملامح مميزة وأداء تمثيلي بارع. بعد إلحاح من أصدقائه، قرر دخول مجال عرض الأزياء، وكان محظوظًا بفوزه بلقب أفضل موديل في العالم في باريس، ليصبح أول تركي يفوز بهذا اللقب. لم يحصل أحد على هذا اللقب بعده سوى كيفانش تاتليتوغ. بدأ كنعان مسيرته كعارض أزياء عام 1995، وصدفةً في عام 1999 شاهده أحد القائمين على المسلسلات وعرض عليه دورًا في مسلسل مستحق بدور شرطي، لكن المسلسل انتهت حلقاته سريعًا ولم يحقق صدى كبيرًا. بعد ذلك، عاد إلى السينما بفيلم الرؤوس أو الذيول وحقق نجاحًا كبيرًا، حتى جاءت الفرصة الذهبية التي جعلت كنعان محبوب الجماهير.
في عام 2005، بدأ كنعان إميرزالي أوغلو مشواره الفني بمسلسل دموع الورد، حيث جسد شخصية عمار الكوسوفي. نال المسلسل نجاحًا باهرًا لم يحققه أي مسلسل آخر في وقته، وحصل على جوائز عديدة واهتمام إعلامي كبير. في عام 2004، أطلق فيلم مشاكس، الذي ظهر فيه لأول مرة بشخصية شريرة حيث جسد دور رجل مافيا. وفي عام 2006، قدم الفيلم التركي الشهير العثماني الأخير، الذي يعد من أفضل الأعمال السينمائية في تركيا. حصل الفيلم على اهتمام إعلامي كبير بسبب تجسيده لشخصيات حقيقية مثل كمال أتاتورك مؤسس الجمهورية، كمل شارك في مهرجانات متعددة.

## حياة الشخصية
تزوج كنعان منذ عام 2016 من الممثلة التركية سينم كوبال، ولديهما ابنة اسمها لالين.

## أعماله

### المسلسلات
- قلب شجاع (يوسف ميروغلي) (1999)
- الشفق (فريد كاجليان) (2002)
- دموع الورد (عمار كوسوفي) (2005-2007)
- إيزيل (ايزل بيرقدار) (2009-2011)
- القبضاي (ماهر كارا) (2015-2012)
- مسلسل السلطان محمد الفاتح (Mehmed Bir Cihan Fatihi) بدأ في عام 2018
- ألف (كمال) (2020)

### الأفلام
- القلب المجنون: يرتد الجحيم (يوسف ميروأغلي) (2002)
- قرعة (Hayalet Cevher) (2004)
- العثماني الأخير (Yandım Ali) (2006)
- القبضاي (من أجل الحب والشرف) (Devran) (2007)
- فخ التنين (Akrep Celal) (2009)
- قصة طويلة (2012)
- جينكوز عودة الاسطورة (2017) Cingöz Recai

## وصلات خارجية
- كنعان إميرزالي أوغلي على موقع IMDb (الإنجليزية)
- كنعان إميرزالي أوغلي على موقع روتن توميتوز (الإنجليزية)
- كنعان إميرزالي أوغلي على موقع قاعدة بيانات الأفلام العربية
- كنعان إميرزالي أوغلي على موقع ألو سيني (الفرنسية)
- كنعان إميرزالي أوغلي على موقع أول موفي (الإنجليزية)
- كنعان إميرزالي أوغلي على موقع قاعدة بيانات الفيلم (الإنجليزية)
- كنعان إميرزالي أوغلي على موقع كينوبويسك (الروسية)